# Franz Caspar Schnitger
Franz Caspar Schnitger   (Hamburg, 1693 - Zwolle, 1729) fou un orguener del nord d'Alemanya, fill del famós orguener Arp Schnitger. Va continuar un dels tallers de son pare a Zwolle (Països Baixos).
Eix d'una dinastia de fusters i d'orgueners des de moltes generacions, el seu besavi es deia Berendt Snitker (un mot baix alemany que significa fuster) que es germanitzà més tard vers Schnitger. El seu fill, amb el mateix nom tot i neerlanditzat en Frans Casper Snitger, va continuar el taller de son pare quan aquest va morir als 36 anys.

## Orgues
| Any     | Lloc                       | Església                    | Imatge                              | Manuale | Registres | Notes |
| ------- | -------------------------- | --------------------------- | ----------------------------------- | ------- | --------- | --- |
| 1709–10 | Weener                     | Església de Georg           | Església de Georg, Weener           | II/p    | 22        | F.C. Schnitger va construir la caixa d'aquest orgue a Neuenfelde prop d'Hamburg (heute II/P/29)                                                                                      |
| 1720    | Vollenhove (Països Baixos) | Església de Nicolau         |                                     | II/p    | 19        | Transformació de l'orgue d'A. Bosch (1686) per F.C. Schnitger |
| 1721    | Zwolle (Països Baixos)     | Església de Miquel Arcàngel | Església de Miquel Arcàngel, Zwolle | IV/P    | 64        | F.C. va construir aquest orgue, junts amb son germà Johan Georg segons els plans de son pare. La major part de l'orgue va conservar-se fins avui.                                    |
| 1720–22 | Deventer (Països Baixos)   | Església de Lebuí           |                                     | III/p   | 35        | Transformació d'un orgue anterior per F.C. Schnitger, del qual van conservar-se 17 registres després de l'eixample del 1836-1839 per l'orguener Johann Heinrich Holtgräve (III/P/45) |
| 1722    | Meppel (Països Baixos)     | Església de la Mare de Déu  |                                     | III/p   | 27        | Va acabar l'orgue començat per Jan Harmens Kamp després de la seva mort el 1721. 2 à3 registres queden a l'orgue que va ser transformat ulteriorment                                 |
| 1723    | Duurswoude (Països Baixos) | Església protestant         |                                     | I/P     | 10        | L'orgue va ser construït per a l'església luterana de Zwolle, que va vendre'l el 1917 a la comunitat de Duurswoude                                                                   |
| 1723–25 | Alkmaar (Països Baixos)    | Església de Llorenç         | Església de Llorenç a Alkmaar       | III/P   | 56        | Transformació i eixample d'un orgue anterior, la major part de l'obra de F.C. Schnitger va conservar-se                                                                              |
| 1725    | Drøbak (Norvègia)          |                             |                                     |         |           | |
| 1730    | Groningen (Països Baixos)  | Església de Martí           | Església de Martí a Groningen       | III/P   | 47        | F.C. Schnitger va començar la modernització d'aquest orgue, l'orguener Albertus Antonius Hinsz van continuar l'obra després de la de Franz Caspar.                                   |